# Râul Elan
Râul Elan este un curs de apă, afluent al râului Prut.  